# Painal

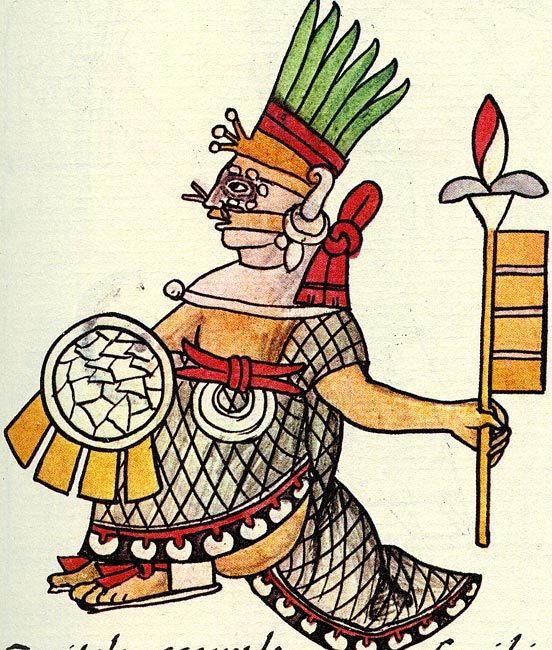
Painal descrito en el Códice Florentine.

Paynal, Paynatl, Paynalto o Paynalton (del náhuatl: painalton ‘pequeño corredor veloz’ o ‘quién corre un poco veloz’‘painalli, correr velozmente; tontli, diminutivo’) en la mitología mexica era el doble y el mensajero de Huitzilopochtli, y tomó de este sus atributos en las funciones oficiales mientras Huitzilopochtli estaba atrapado en el inframundo o no estaba disponible por otra razón como la guerra.
A Paynal le estaba dedicado el Xócotl, otras más de las 200 celebraciones aztecas que se sucedían cada año y que consistía en diez cautivos danzando durante toda la noche quienes serían quemados vivos al amanecer.